# Vinny Guadagnino

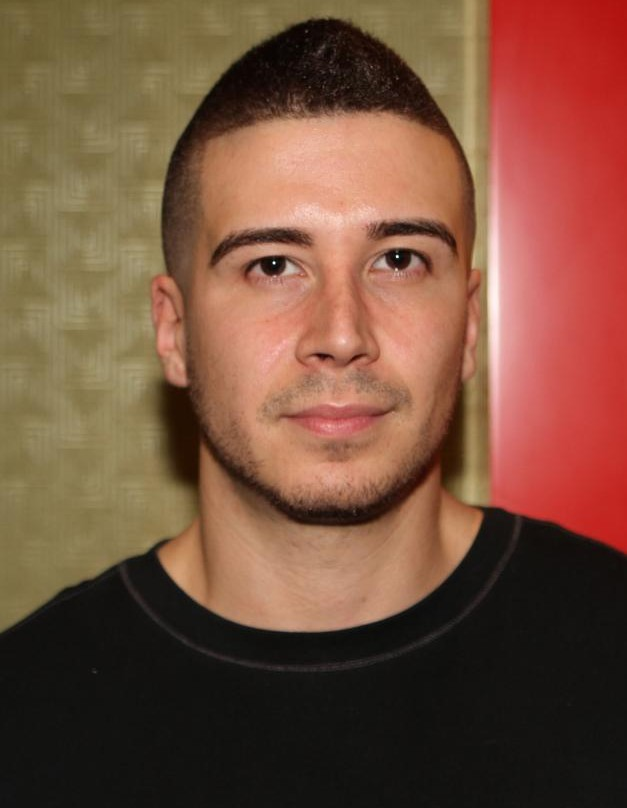
Vinny Guadagnino, 2011

Vincent J. Guadagni, född 11 november 1987 i Staten Island, är en amerikansk TV-personlighet, mest känd för sin medverkan i MTV-serien Jersey Shore mellan 2009 och 2012. Han medverkar sedan 2018 i serien Jersey Shore: Family Vacation.